# 信濃川橋 (津南町)
信濃川橋（しなのがわばし）は、新潟県中魚沼郡津南町大字下船渡 - 大字外丸の信濃川に架かる国道405号の橋長140 m（メートル）のトラス橋。

## 概要
- 形式 - 鋼下路単純曲弦ワーレントラス橋2連+鋼単純鈑桁橋1連
- 橋長 - 140 m
- 幅員 - 5.5 m
- 施工 - 横河橋梁製作所[注釈 1]

## 歴史
かつては渡船のみであったが1926年（大正15年）6月6日に初めて橋が開通する。この橋は橋長122.7 m、幅員2.7 mの木造トラス補剛吊橋で、主塔は鋼製、木床版の橋であった。
現在の橋は1962年（昭和37年）9月1日に新潟県道大島津南線として開通した。トラス部は小千谷市の1932年（昭和7年）7月30日に開通した長岡鉄工所制作の旭橋旧橋を横河橋梁製作所が改修して再利用している。
1982年（昭和57年）4月1日に一般国道405号が制定され、県道上越安塚津南線が昇格して国道405号の橋梁となる。
1996年（平成8年）に消雪パイプを備えた橋長147 m、幅員2.5 mの側道橋が開通する。
2020年（令和2年）5月1日から5月22日まで右岸橋台沈下に伴い全面通行止となった。